# Guerra (patronyme)
 (mai 2025).
- Si vous ne connaissez pas le sujet, laissez ce bandeau (vous pouvez alors contacter les auteurs).
- Si vous supprimez le contenu mis en cause (vous pouvez préalablement contacter les auteurs),

argumentez précisément cette suppression dans la page de discussion
(un manque de référence n'est pas un argument ; une recherche réelle de référence doit avoir été effectuée, être formellement documentée).

Le patronyme Guerra est présent dans de nombreux pays du monde, en Europe (Italie, Espagne, Portugal, France), en Amérique centrale (Mexique, Honduras, etc.) et en Amérique du Sud (Pérou, Argentine, Uruguay, etc.), il tire son origine du vieux francique werra signifiant "querelle".
Pour les articles homonymes, voir Guerra.

## Occurrence
- C'est un patronyme peu présent en France selon le site Filae[1] : entre 1966 et 1990, il y a eu 1017 naissances au niveau national.
- Le patronyme Guerra est présent dans plusieurs pays: en Espagne[2] et dans les pays d'Amérique centrale[3] et d'Amérique du Sud[4] ayant connu une migration espagnole ou portugaise entre les XVIè et XIXè siècles ou plus récemment, mais aussi en Italie[5] et au Portugal[6].

## Étymologie
Il provient de l'ancien haut allemand werra, d'origine francique, qui signifie "querelle" et a pu désigner un homme d'armes, un individu belliqueux ou un vétéran ayant combattu au service de son seigneur.

## Variantes
- Parmi les variantes, on trouve Guerraz[7] en Haute-Savoie et en Savoie (le z ne se prononce pas et indique que la voyelle précédant le z, ici le "a", est atone: l'accent tonique frappe donc la première syllabe du patronyme soit le     "gue-" et le "a" final est prononcé en douceur en arpitan/franco-provençal).

## Histoire
- En plus d'être présent dans les pays ou régions hispanophones, lusophones et italianophones, le patronyme Guerra est recensé en Haute-Savoie au XVIIè siècle. On le trouve par exemple dans les registres paroissiaux de Marcellaz-Albanais dans le premier quart du XVIIè siècle[8], mais aussi à Lornay ou Annecy[9]. Cette ancienne forme peut être un patronyme d'origine italienne[10] selon M. Robert GABION, ancien archiviste-paléographe. Selon les recherches de M. GABION, Guerra est présent en territoire savoyard depuis 1431[11] à Annecy. Il est attesté en Italie septentrionale plusieurs siècles avant sa première attestation en Savoie. On le trouve en Italie du Nord depuis au moins la seconde moitié du XIIè siècle. Il est ainsi présent dans un acte de vente daté du 11 février 1171[12] passé à Pavie en Lombardie, tel qu'on peut le voir dans le Codice diplomatico della Lombardia medievale. Il est toujours porté en Italie, essentiellement dans la partie Nord de la péninsule (Emilie-Romagne, Vénétie et Lombardie)[13].
- Famille Guerra (Venise) : Famille Guerra (Venise)
- Famille Guerra (peintres du Roussillon) : Famille Guerra (peintres)

## Héraldique
- La famille patricienne de Venise mentionnée ci-dessus porte : d'un écu taillé, la première partition de gueules     avec un dragon ailé de sinople, la seconde chargée de trois barres d'or et autant d'azur.

## Éponymes
- On recense une localité nommée Guerra faisant partie du hameau frazione de Centenaro de la commune de Ferriere dans la province de Plaisance en Emilie-Romagne, Italie.